# Europe Elects
Europe Elects （意为“欧洲选举”）是一个民意调查汇总机构，收集并发布欧洲国家的选举相关数据。它成立于2014年5月，最初仅是一个Twitter账户。该项目迅速崛起，因为它是第一个将欧洲各地的民意调查和选举数据集中在一个平台上的账户。2019年10月，它注册为有限公司。它的总部位于德国上罗斯巴赫。